# لوك نيلسون (متسلق جبال تزلج)
لوك نيلسون (بالإنجليزية: Luke Nelson)‏ هو متسلق جبال تزلج ‏ أمريكي، ولد في 16 سبتمبر 1980.